# Картли
Картли (на грузински: ქართლი) или Карталиния е историческа област в централната част на днешна Грузия, обхващаща главно горната част от басейна на река Кура.
През Античността Картли е ядрото на царството Иверия, а през Средновековието областта играе важна роля за етническата и политическа консолидация на грузинците. След разделянето на Грузинското царство в края на XV век в Картли е създадено самостоятелно Картлийско царство със столица Тбилиси, което съществува до XVIII век. Местният диалект заляга в основата на книжовния грузински език.
- Древните градове Мцхета (вдясно) и Армази (вляво). Реката, която се влива в Мтквари, е река Арагви (небесносиня). Снимката е направена от манастира Джвари (Грузия).
- Герб на някогашното Царство Карталиния